# Tricolore (singolo)
Tricolore (トリコロール?, Torikorōru) è il quinto singolo, tripla a-side, della rock band visual kei giapponese Moran. È stato pubblicato il 20 luglio 2011 ed è la seconda e ultima delle due opere dei Moran distribuite dell'etichetta indie TOY'S FACTORY insieme al precedente mini-album Apples.

## Descrizione
Il titolo del disco si riferisce al fatto che le tre canzoni sono ispirate a tre colori, rispettivamente il blu, il rosso ed il bianco, gli stessi presenti sulla bandiera francese.
Il singolo è stato stampato in una sola versione in confezione jewel case contenente un CD audio ed un DVD video.

## Tracce
Dopo il titolo è indicata fra parentesi "()" la grafia originale del titolo.
1. Haruka no ao (遥かの青?) - 4:38 (Hitomi - Soan)
2. Benisashi (紅差し?) - 3:53 (Hitomi - Sizna)
3. White Out (White Out?) - 3:35 (Hitomi - Sizna)

### DVD
1. Benisashi (紅差し?); videoclip
2. Spot televisivi per Tricolore

## Formazione
- Hitomi - voce
- Sizna - chitarra
- Shingo - basso (supporto)
- Soan - batteria